# Pávaszemek
A pávaszemek (Saturniidae) a valódi lepkék (Glossata) Heteroneura alrendágában a Bombycoidea öregcsalád legismertebb családja.

## Származásuk, elterjedésük
Fajaik többsége az Óvilág trópusi, illetve szubtrópusi tájain él. Magyarországon két fajuk ismert:
- kis pávaszem (éjjeli kis pávaszem, Saturnia pavonia)
- nagy pávaszem (Saturnia pyri)

Ismertebb kelet-, illetve délkelet-ázsiai fajok:
- atlaszlepke (Attacus atlas)
- bálványfa selyemlepke (Samia cynthia, Philosamia cynthia)
- kínai selyemlepke (Antheraea pernyi)
- japán selyemlepke (Antheraea yamamai)

## Megjelenésük, felépítésük
Szárnyuk színpompás és szokatlanul nagy, gyakran merészen ívelő, egy-egy nagy, színes szemfolttal. Lábaik igen kurták.
Testüket gyapjas szőrzet borítja.
Pödörnyelvük elcsökevényesedett. A hímek csápja nagy, fésűs.

## Életmódjuk, élőhelyük
Többségük éjjeli lepke; a trópusi, illetve szubtrópusi erdőségek lakói. Járásuk esetlen.
Hernyóik polifágok, illetve oligofágok. Mérsékelt égövön kedvenc tápnövényeik:
- csarab (Calluna spp.),
- áfonya (Vaccinium spp.),
- szeder (Rubus spp.)

### Szaporodásuk
Mérsékelt égövön többnyire báb alakban telelnek át, jellegzetes, mintegy 3 cm hosszú, körte alakú szövedékben (erről kapták a 'pápaszemes szövő' nevet).

## Felhasználásuk
Több fajukat a hernyó selyméért tenyésztik.

## Rendszertani felosztásuk
A családot tíz alcsaládra és további mintegy tíz, alcsaládba nem sorolt nemre tagolják.
1. Agliinae alcsalád egy nemmel:
- -     - Aglia

2. Arsenurinae alcsalád két nemzetséggel
- - Almeidaiini nemzetség egy nemmel:
    - Almeidaia

  - Arsenurini nemzetség 9 nemmel:
    - Arsenura
    - Caio
    - Copiopteryx
    - Dysdaemonia
    - Grammopelta
    - Loxolomia
    - Paradaemonia
    - Rhescyntis
    - Titaea

3. Bunaeinae alcsalád 5 nemmel:
- -     - Heniochella
    - Montanaurelia
    - Montanimbrasia
    - Neobunaeopsis
    - Pinheyella

4. Ceratocampinae alcsalád mintegy 40 nemmel
5. Cercophaninae alcsalád 5 nemmel:
- -     - Cercophana
    - Eudelia
    - Janiodes
    - Microdulia
    - Neocercophana

6. Hemileucinae alcsalád mintegy 70 nemmel
7. Ludiinae alcsalád 6 nemmel:
- -     - Carnegia
    - Goodia
    - Ludia
    - Orthogonioptilum
    - Pseudoludia
    - Vegetia

8. Oxyteninae alcsalád 8 nemmel:
- -     - Asthenidia
    - Draconipteris
    - Eusyssaura
    - Homoeopteryx
    - Lycabis
    - Oxytenis
    - Teratopteris
    - Therinia

9. Salassinae alcsalád egy nemmel:
- -     - Salassa

10. Saturniinae alcsalád 5 nemzetséggel és , nemzetségbe nem sorolt nemmel:
- - Attacini nemzetség 12 nemmel
  - Bunaeini nemzetség 18 nemmel
  - Micragonini nemzetség 2 nemmel:
    - Holocerina
    - Micragone

  - Saturniini nemzetség 25 nemmel
  - Urotini nemzetség 12 nemmel
  - nemzetségbe nem sorolt nem:
    - Adafroptilum

11. alcsaládba nem sorolt nemek:
- -     - Bunaeoides
    - Eoholocerina
    - Hyperchirioides
    - Lemaireia
    - Lobobunaeoides
    - Mielkesia
    - Neoathletes
    - Neovegetia
    - Oberprieleria